# 幼馴染なふたり
『幼馴染なふたり』（おさななじみなふたり）は、音声配信サービス「Artistspoken」で配信されているWEBラジオ番組。元私立恵比寿中学メンバーで現Maison de Queenの廣田あいか（ぁぃぁぃ）と私立恵比寿中学の真山りかがパーソナリティを務める。

## 概要
2023年11月12日に配信を開始。毎週日曜日20:00に配信されている。
オーディオカルチャーメディアArtistspokenで約5年10か月ぶりのメディア共演となった幼馴染のような関係の廣田あいかと真山りかが、それそれの立場でアイドル界や、日々のあれこれに対して思うことを 愉快に自由に、時には辛辣に、のびのびと対話していくPodcast番組。二人のここでしか聞けない本音トークを発信したり、たけうま（リスナー）とともに、二人の夢を叶えることを目標とする番組。

## 配信時間
毎週日曜日 20:00 - （Artistspoken）

## パーソナリティ
- 廣田あいか（Maison de Queen）
- 真山りか（私立恵比寿中学）
- ちくりん（番組スタッフネーム）[6]

## 放送内容
2023年
| 回 | 放送日   | タイトル                              | 備考                                                         |
| -- | -------- | ------------------------------------- | ------------------------------------------------------------ |
| 1  | 11月12日 | 元エビ中って初めて言った！            | 私立恵比寿中学チーフマネージャー（当時）藤井ユーイチがゲスト |
| 2  | 11月19日 | 二人の共通点ってなんだろう。          |                                                              |
| 3  | 11月26日 | ”26歳に見えない〜”は、どっち？        |                                                              |
| 4  | 12月3日  | ライブ来てよ！                        |                                                              |
| 5  | 12月10日 | 真山フラッシュお見舞いされるのでは…？ |                                                              |
| 6  | 12月17日 | ハモと銀杏の煮凝りとか頼むよ          |                                                              |
| 7  | 12月24日 | ゴリラ会することはありますか？        |                                                              |
| 8  | 12月31日 | エビ中避けてた？                      |                                                              |

2024年
| 回 | 放送日   | タイトル                                                   | 備考                                                            |
| -- | -------- | ---------------------------------------------------------- | --------------------------------------------------------------- |
| 9  | 1月14日  | 結婚観。                                                   |                                                                 |
| 10 | 1月21日  | 私1人がおかしかったんじゃない。                            |                                                                 |
| 11 | 1月28日  | 👍👍❗️👊                                                   |                                                                 |
| 12 | 2月4日   | もうみんなSNSやめよう！一旦戻そ！みんなおかしくなってる！  |                                                                 |
| 13 | 2月12日  | それはめっちゃシャネルだわ！                               |                                                                 |
| 14 | 2月18日  | グラビアおじが混じっちゃった！                             |                                                                 |
| 15 | 2月25日  | SP回!!「エビ中メンバーの自習」に潜入!!!!!!!!!!             | 私立恵比寿中学メンバーがゲスト。 ファンクラブイベント後に収録。 |
| 16 | 3月3日   | SP回!!ぁぃぁぃの自習！                                     | ぁぃぁぃがイベント前のファンにインタビュー                      |
| 17 | 3月10日  | 真山のOP映像を見逃しました。                               |                                                                 |
| 18 | 3月17日  | 廣田の苗字ガチャ                                           |                                                                 |
| 19 | 3月24日  | カツ丼怖い。                                               |                                                                 |
| 20 | 3月31日  | お花見の亜種                                               |                                                                 |
| 21 | 4月7日   | 選ばれるんじゃない！誰も助けてくれない！                   |                                                                 |
| 22 | 4月14日  | 奢っていただけるんなら奢ってもらえると嬉しいんですけどね！ |                                                                 |
| 23 | 4月21日  | ネット怖い                                                 |                                                                 |
| 24 | 4月28日  | 頭がまた四角くなってる！                                   |                                                                 |
| 25 | 5月5日   | 前は大丈夫です。✋                                         |                                                                 |
| 26 | 5月12日  | 2年でアチアチの方がやべえって！                            |                                                                 |
| 27 | 5月19日  | どうやって生きていったらいいのかわかんない                 |                                                                 |
| 28 | 5月26日  | こっちはリアルをお届けしている                             |                                                                 |
| 29 | 6月2日   | おぉジャポン！んん〜あいか！                               |                                                                 |
| 30 | 6月9日   | ぶつぶつのフィルター集めてる                               |                                                                 |
| 31 | 6月16日  | ハッシュタグレターから！                                   |                                                                 |
| 32 | 6月23日  | たけうまの力見せてほしい                                   |                                                                 |
| 33 | 6月30日  | おもフラにまだいる                                         |                                                                 |
| 34 | 7月7日   | 今こそ本当のいいねなんですよ                               |                                                                 |
| 35 | 7月14日  | その日暮らしだから                                         |                                                                 |
| 36 | 7月21日  | レコーディングしてるんですよ！実は！                       |                                                                 |
| 37 | 7月28日  | 自分の顔のアイコンで良くないこと書くな                     |                                                                 |
| 38 | 8月4日   | 次はコメント、引用リポスト！                               |                                                                 |
| 39 | 8月11日  | 私素敵な遊びしちゃうんで！                                 |                                                                 |
| 40 | 8月18日  | 一瞬恐竜みたいなの住んでた                                 |                                                                 |
| 41 | 8月25日  | そりゃお金っしょ！                                         |                                                                 |
| 42 | 9月1日   | かまし系幼稚園生                                           |                                                                 |
| 43 | 9月8日   | ＃PR じゃなければ                                          |                                                                 |
| 44 | 9月15日  | 綺麗な石を持ってきた人が優勝！                             |                                                                 |
| 45 | 9月22日  | 脳内で飼うのおすすめだよ？                                 |                                                                 |
| 46 | 9月29日  | こんなご褒美しか知らない                                   |                                                                 |
| 47 | 10月6日  | 全部嘘！！！                                               |                                                                 |
| 48 | 10月13日 | 奪い合いじゃない。共有しているの。🫶                       |                                                                 |
| 49 | 10月20日 | 黒歴史クリーナー済みのスペゲスがいる！！！                 |                                                                 |
| 50 | 10月27日 | その色のあなたは見たことありません（圧）                   |                                                                 |
| 51 | 11月3日  | うまづらが迷い込んだら大変                                 |                                                                 |
| 52 | 11月10日 | モンブラン同好会には参加したい                             |                                                                 |
| 53 | 11月17日 | リセット中毒！                                             |                                                                 |
| 54 | 11月24日 | モー娘。になりたかった！                                   |                                                                 |
| 55 | 12月1日  | 家事育児全部してね？                                       |                                                                 |
| 56 | 12月8日  | 浅はかな大人に育ってしまう                                 |                                                                 |
| 57 | 12月15日 | 鮮明な垢                                                   |                                                                 |
| 58 | 12月22日 | この番組で幸せな話しても仕方ない                           |                                                                 |
| 59 | 12月29日 | 「鯛」可愛い！                                             |                                                                 |

2025年
| 回 | 放送日  | タイトル                                                         | 備考                                                            |
| -- | ------- | ---------------------------------------------------------------- | --------------------------------------------------------------- |
| 60 | 1月5日  | 屍になってた日                                                   |                                                                 |
| 61 | 1月12日 | たけうまとふたつの大作戦                                         |                                                                 |
| 62 | 1月19日 | えびちゅうの生き字引！                                           | 廣田欠席。 真山、マネージャー２人、番組スタッフで収録           |
| 63 | 1月26日 | 大女優になってる予定だった                                       | 廣田欠席。 真山、マネージャー２人、番組スタッフで収録           |
| 64 | 2月2日  | 鯛大使も狙える？                                                 |                                                                 |
| 65 | 2月9日  | 奇跡だもんね恋愛ってさ！                                         |                                                                 |
| 66 | 2月16日 | 【公開収録】放課後の校庭！第一部！                               | 公開収録イベントの模様を放送                                    |
| 67 | 2月24日 | 【公開収録】放課後の校庭！第二部！                               | 公開収録イベントの模様を放送                                    |
| 68 | 3月2日  | 一番正しいたけうま                                               |                                                                 |
| 69 | 3月9日  | 番組史上初「ピー」が入りますw                                    |                                                                 |
| 70 | 3月16日 | たけうま終了。                                                   |                                                                 |
| 71 | 3月23日 | 音がNGの人                                                       |                                                                 |
| 72 | 3月30日 | 鯛くばり番組じゃないからね！                                     |                                                                 |
| 73 | 4月6日  | 勝手にエモがりました！                                           |                                                                 |
| 74 | 4月13日 | 作戦完結                                                         |                                                                 |
| 75 | 4月20日 | Mステ、CDTV出たら会長                                            |                                                                 |
| 76 | 4月27日 | チョロQに10円さす感じ                                            |                                                                 |
| 77 | 5月4日  | お金が泳いでいってる                                             |                                                                 |
| 78 | 5月11日 | ペンライトの数とSNSのフォロワーの数は全然違う！                  |                                                                 |
| 79 | 5月18日 | マガジン、ヤンジャンは○○です！                                   |                                                                 |
| 80 | 5月25日 | 下手なことするくらいなら早めに引退してほしい                     |                                                                 |
| 81 | 6月1日  | 絶対今年の漢字、鯛にしような！                                   |                                                                 |
| 82 | 6月8日  | カチューシャオールバックライオンさん髪型                         |                                                                 |
| 83 | 6月15日 | できる限りボロボロにしたい！！！                                 |                                                                 |
| 84 | 6月22日 | リアフレランチできるもんね！                                     |                                                                 |
| 85 | 6月29日 | 「ちくりん」いいかも！アカウントが今日から                       |                                                                 |
| 86 | 7月6日  | 神系天使降臨！【ゲスト：もいちゃん】                             | Maison de Queenのもいちゃんがゲスト                             |
| 87 | 7月13日 | ゆのぴ俺のこと好きっぽいたけ【ゲスト：小久保柚乃&もいちゃん】    | Maison de Queenのもいちゃん、私立恵比寿中学の小久保柚乃がゲスト |
| 88 | 7月20日 | 変な人たちが変なところを隠さずに活動してる【ゲスト：小久保柚乃】 | 私立恵比寿中学の小久保柚乃がゲスト                              |
| 89 | 7月27日 | 取り戻そうとしてるんだよ、本音を！                               |                                                                 |
| 90 | 8月3日  | 食べ物からは来ん！！！                                           |                                                                 |
| 91 | 8月10日 | 夢を叶える番組です。                                             |                                                                 |

## 番組内コーナー
リスナーからのおたより内容を元に不定期で行われるコーナー（募集中のレター）。
* ボロボロに言われたいたけうま集合
リスナーが行ったことや思っていることを2人がボロボロに言う。
* 私の黒歴史レター
リスナーが墓場まで持っていきたい自分の黒歴史を２人に伝える。
リスナーの名前は公開されない。

### 過去のコーナー
・これでディベートしてください
リスナーから与えられたテーマをもとに、２人が異なる立場からディベートをする。

## イベント
- 第1回公開収録　SPイベント「放課後の校庭」（2025年2月15日・２部制）　場所：渋谷カルチャーカルチャー